# Liebherr
Liebherr es una empresa fundada en 1949 por Hans Liebherr, apellido que daría el nombre de la empresa. Actualmente Liebherr pertenece al Grupo Liebherr-International AG de Bulle con sede en Suiza. La empresa está dirigida por la segunda y tercera generación de la familia Liebherr. El grupo fabrica diez tipos de productos diferentes, conocida mundialmente por ser la fabricante de las mayores grúas móviles del planeta.

## Historia

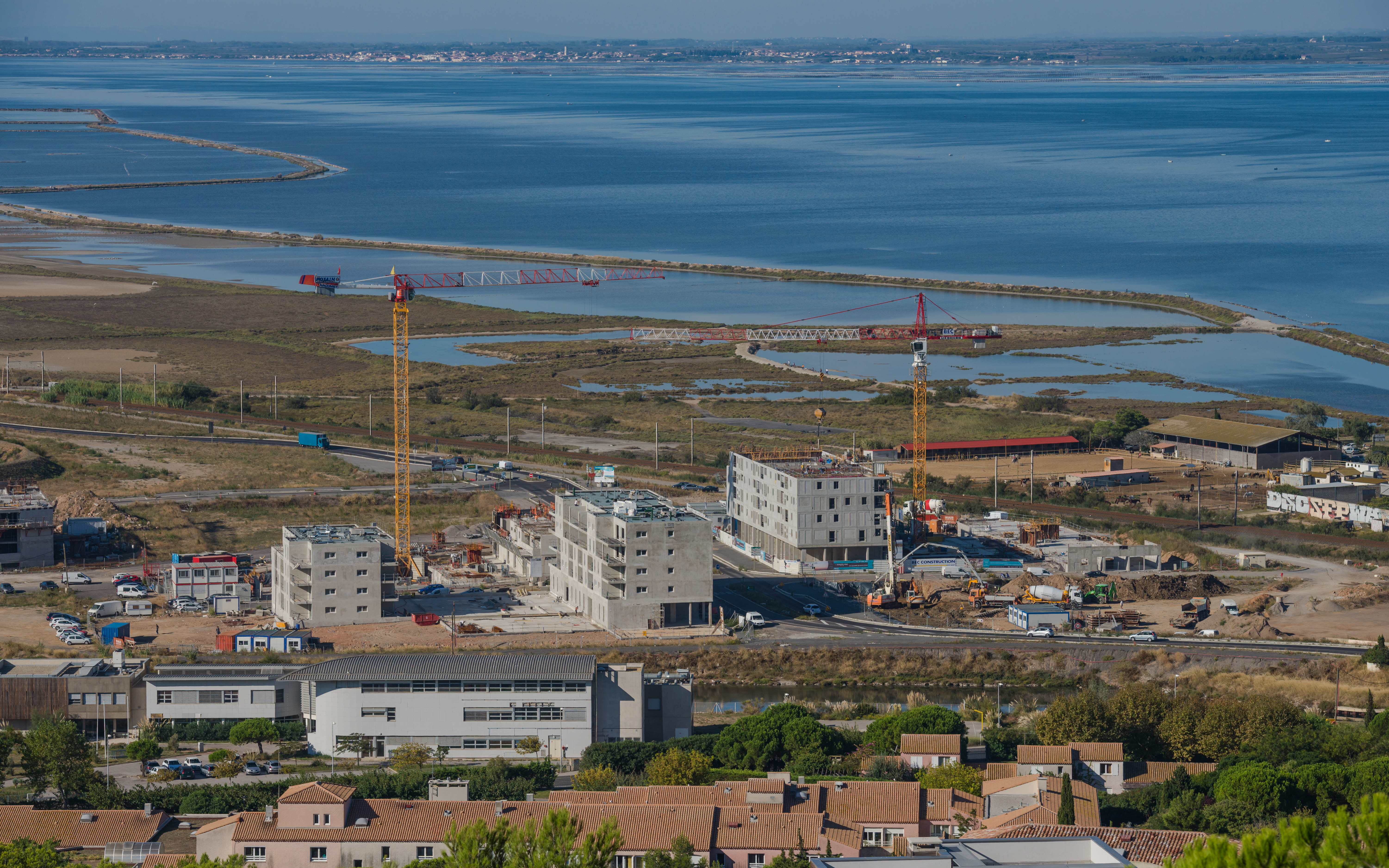

Hans Liebherr trabajó desde los 13 años en la empresa de su padrastro, dedicada a la construcción. Debido a ello, aprendió el funcionamiento de las herramientas industriales de la época. Durante la Segunda Guerra Mundial, formó parte del grupo de ingenieros del ejército alemán que le proporcionó los conocimientos para más tarde diseñar sus propias máquinas. Al terminar la guerra, Hans Liebherr desarrolló el diseño de una grúa de torre pequeña, portátil y de fácil montaje, coincidiendo con la demanda por la reconstrucción de la posguerra. El primer prototipo fue de fabricación artesanal. Este modelo, muy diferente a los pesados modelos de la época que eran por lo general de un solo uso, o sea estructuras que se montaban y derruían; por ese motivo Hans Liebherr realizó una patente en Alemania en 1949 y la mostró en la Feria del Comercio. Poco más tarde, ese prototipo de grúa de torre se bautizó como TK10, y que gracias a la demanda, le permitió la fabricación del modelo en serie, con la consecuente disminución de los costes y precio de venta.

## Organización
Liebherr se engloba dentro de Liebherr-International AG aunque se encuentra descentralizada y cada una de las empresas toma sus propias decisiones estratégicas. En abril de 2014, Leibherr anunció que invertiría 160 millones de euros en su planta de producción en Bulle (Friburgo).

## Filiales
La empresa Liebherr tiene puntos de fabricación repartidos por 16 países diferentes, en total son 36 plantas especializadas. Aparte de contar con plantas donde se producen series completas de vehículos como excavadoras, volquetes o grúas giratorias, Liebherr también cuenta con fábricas donde se desarrollan líneas de productos más especializados, como accesorios para aviones, aparatos refrigeradores o grúas para barcos. Una de las características de Liebherr en la fabricación de sus productos es que casi el cien por ciento de las piezas usadas son fabricadas por empresas del mismo grupo, con el objetivo de tener un control de la calidad.
| Filial                                       | País           |
| Werk Nenzing GmbH Liebherr                   | Austria        |
| Toulouse SAS Aeroespacial-Liebherr           | Francia        |
| Máquinas Liebherr S.A. Bulle                 | Suiza          |
| Minería eqipment Liebherr Co.                | Estados Unidos |
| Liebherr Industrias Metálicas, S.A.          | España         |
| Grúas Liebherr Contenedores Ltd.             | Irlanda        |
| Liebherr Sunderland Works Ltd.               | Reino Unido    |
| Equipamentos Embraer Liebherr-do Brasil S.A. | Brasil         |
| Liebherr Brasil Ltda.                        | Brasil         |
| Liebherr Xuzhuo Maquinaria Concrete Co. Ltd. | China          |
| Liebherr Co., Ltd.                           | Tailandia      |
| Liebherr Monterrey Components                | México         |

### Fábrica en España
Liebherr abrió en España una fábrica en Pamplona en 1990 con el nombre de Liebherr Industrias Metálicas, S.A. En ella se producen torres, grúa y camiones hormigonera. En la actualidad la planta tiene 175 mil metros cuadrados y cuenta con 250 empleados.